# Monasterio de Sopetrán
El monasterio de Santa María de Sopetrán es un antiguo monasterio benedictino situado junto a la localidad de Torre del Burgo, aunque en el término municipal de Hita (Guadalajara, España). Su origen se remonta al siglo VII, si bien la estructura actual data de finales del siglo XI.

## Historia
La primera fecha de fundación, sería el año 611, por el rey visigodo Gundemaro y terminado por Chindasvinto, esta fundación sería destruida en el 728, poco después de la invasión de la península por los árabes. En un segundo intento, sería reedificado, por los mozárabes de la Alcarria, ayudados por Eulogio de Córdoba, en el 847, que volvió a ser destruido, nuevamente por los árabes. La siguiente fundación, esta vez a finales del siglo XI, por parte del futuro rey Alfonso VI, para agradecer a la Virgen, haberle salvado la vida, del ataque de un oso, a los que dio importantes donaciones, entre ellas los señoríos de Hita y Torija, pero a finales del siglo XII, fue abandonado.
La definitiva fundación fue debida al arzobispo de Toledo, Gómez Manrique, cuando en 1372 decidió entregar aquel lugar a la Orden de San Benito, para que lo reedificara y cuidara. Los primeros monjes llegaron del Monasterio de San Millán de Suso, en tierras de La Rioja. Les fue donado por arzobispo, las obras hechas de antiguo y los bienes dados por Alfonso VI. Ya ricos desde la refundación, los benedictinos de Sopetrán fueron recibiendo, los favores y regalos de reyes y magnates.
Su situación en un lugar de paso y camino muy frecuentado entre la meseta y Aragón, casi todos los reyes le conocieron y dieron ayudas. Las luchas del siglo XV castellano, estuvieron a punto de hacerlo desaparecer, pero el apoyo de los Mendoza, señores de Hita y su alfoz, en el que Sopetrán estaba incluido, fue la razón de su permanencia y de su progresivo crecimiento en los siglos siguientes.
Lo que fue esplendor, ceremonia, afluir de peregrinos y visitantes, quedó roto en 1836, cuando se puso en marcha la Desamortización de bienes eclesiásticos, dictado por el ministro liberal Mendizábal. Por tener menos de 12 monjes, fue suprimido y el edificio y sus pertenencias, incluidos en los bienes propios del Estado, saliendo pronto a subasta y adjudicándose en 1847, a un vecino de Guadalajara. 
Durante el siglo y medio que ha transcurrido desde entonces a nuestros días, el paso del tiempo ha ido deteriorando un edificio del que nadie se hizo cargo. Cierto es que el edificio fue adquirido por un arquitecto que intentó, con una cuadrilla de albañiles, rehabilitarlo sin éxito a finales del siglo pasado. También estuvo habitado recientemente por una comunidad de monjes benedictinos que pusieron en marcha la actual hospedería, pero que no lograron hacer de Sopetrán lo que antaño fue.

## Restos arquitectónicos
Lo más consistente del antiguo edificio, que se conserva, son sus alas del sur y este.